# Хофман, Флорентин
Флорентин Хофман (р. 16 апреля 1977 года) — голландский художник и скульптор, известный своими огромными инсталляциям, такими как резиновая уточка и другие.

## Биография
Флорентин Хофман родился 16 апреля 1977 года в Делфзейле. Изучал искусство в Академии искусств Кампена. Он получил степень магистра искусств в Берлине. В настоящее время он живёт в Роттердаме, Нидерланды, женат, имеет четверых детей.
Флорентин Хофман известен изготовление громадных скульптур из обычных игрушек. Хофман отбирает те, чья форма кажется ему красивой и делает из них законченные скульптуры. По его мнению: 

Мои скульптуры вызывают переполох, удивление, и заставляют улыбнуться. Они дают людям возможность передохнуть от ежедневных забот. Прохожие останавливаются перед ними, слезают с велосипеда и начинают общаться с другими зрителями. Люди снова общаются. Вот такой эффект производят мои скульптуры в общественных местах
В числе работ Флорентина Хофмана — инсталляции из гигантских полузатонувших роялей, огромный кролик из утилизированной древесины, красная сторожевая собака, «охраняющая» деревню Линс и другие работы.
Экспонаты Флорентина Хофмана располагаются обычно в публичных местах. Одна из важнейших известных его работ – 26-метровый жёлтый резиновый утёнок, (создан в рамках выставки современного искусства Estuaire 2007) – был пущен на волнах реки Луары (Франция). 
С тех пор утёнок появился во многих городах мира. По словам самого Хофмана: 

...резиновый утёнок не знает границ, не проводит различий между людьми и не несёт в себе политического подтекста. Дружественный плавающий утёнок обладает исцеляющими свойствами и может помочь в разрешении мировой напряжённости. Резиновый утёнок мягкий, доброжелательный и подходящий для всех возрастов!
Скульптуры Хофмана временны, и даже его резиновая утка, которая появляется в городах по всему миру, создаётся заново на новом месте. Хофману это нравится, потому что богатые частные коллекционеры или те, кто рассматривает искусство исключительно в виде инвестиций, не могут купить его работы. Он также категорически против коммерциализации своего искусства и продаёт только миниатюрные копии, прибыль от которых идёт местным некоммерческим организациям.

### Взгляды
Хофман так обозначает своё кредо: 

Я стараюсь оторвать зрителя от повседневности, не столько шокировать, сколько удивить и озадачить. В этом мне помогает форма: на фоне больших объектов люди немного теряются и начинают иначе воспринимать и себя, и мир вокруг <...> Я не вкладываю агрессию в свои работы, потому что я не восстаю и не протестую. Я лишь хочу, чтобы люди другими глазами увидели то место, которое вроде бы уже стало привычной точкой на карте их ежедневного маршрута <...> Вообще, художник не должен быть менеджером, желательно вообще его оградить от любой административной работы. Художник должен заниматься искусством
В 2010 году по приглашению Музея современного искусства PERMM Флорентин Хофман побывал в России. Из Москвы он поехал в Красноярск, также он посетил Пермь и Канск. Его оценка российской действительности была критической: 

Но что же больше всего меня — именно как голландского художника — поразило? Я побывал во многих культурных учреждениях: на «Винзаводе», в Третьяковской галерее, в «Гараже», — и видел огромное количество выставленных на всеобщее обозрение памятников. Так вот, как такового доступного широкой публике современного искусства в России нет. Есть лишь сделанные из бронзы или бетона монументы прошлого века. Здесь всё напоминает о прошлом. А человек запутался в настоящем — и период свободы сменяется периодом угнетения. Это — страна крайностей и абсурда.